# Minagrion waltheri
Minagrion waltheri – gatunek ważki z rodziny łątkowatych (Coenagrionidae). Występuje na terenie Ameryki Południowej.